# Teatro Stabile di Torino

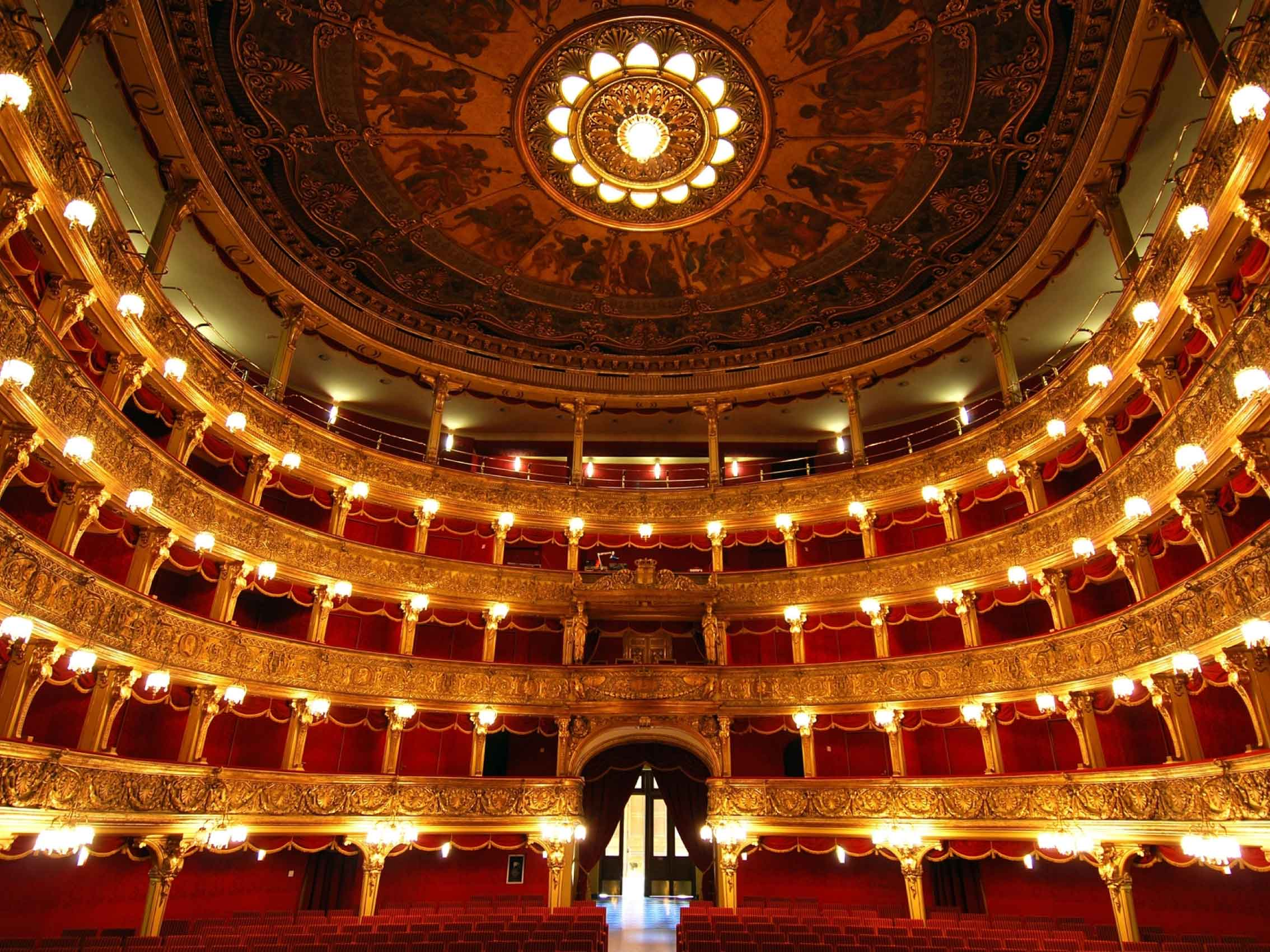
La sala del Teatro Carignano

Il Teatro Stabile di Torino - Teatro Nazionale è uno dei principali enti di produzione e ospitalità per il teatro di prosa a livello italiano ed europeo.

## Funzioni
Erede ideale della ottocentesca Compagnia Reale Sarda, che proprio al Teatro Carignano aveva la sua sede, il Teatro Stabile di Torino è nato nel 1955 e si è trasformato in Fondazione nel 2003, i cui Aderenti sono la Città di Torino, la Regione Piemonte, La Fondazione Compagnia di San Paolo e la Fondazione CRT. Nessun teatro stabile pubblico italiano può vantare nella propria storia una galleria così ricca di illustri direttori artistici: da De Bosio a Enriquez, da Trionfo a Missiroli, da Ronconi a Lavia, da Castri a Martone, fino a Valerio Binasco. In 66 anni di attività ininterrotta, il TST ha prodotto oltre 670 titoli, alcuni dei quali entrati a buon diritto nella storia del teatro italiano.
Oggi lo Stabile ha 50 dipendenti a tempo indeterminato, scrittura ogni anno una media di 250 artisti e maestranze, gestisce in esclusiva, conserva e valorizza 5 sale teatrali diverse per stile e dimensione, dalla sala di impianto settecentesco all’archeologia industriale: Teatro Carignano, Fonderie Limone Sala Grande e Sala Piccola, Teatro Gobetti e Sala Pasolini, per un totale di 1.500 posti. In particolare le Fonderie Limone sono oggi una vera e propria fabbrica di spettacolo, che riunisce, oltre agli spazi teatrali, laboratori di scenografia, falegnameria, carpenteria e sartoria, i locali della Scuola per Attori, i magazzini, un’area verde aperta ai cittadini e le foresterie, che possono ospitare fino a 36 persone per lunghe residenze creative.
Nel 2015 il Teatro Stabile di Torino è stato riconosciuto Teatro Nazionale grazie allo svolgimento di molteplici funzioni tra loro integrate. Le principali sono la produzione e programmazione di spettacoli, la formazione e la ricerca. In merito all’attività strettamente teatrale, lo Stabile produce e ospita spettacoli di prosa e organizza il festival internazionale Torinodanza per oltre 700 alzate di sipario all'anno tra sede e tournée; per quanto riguarda la formazione, il TST gestisce la Scuola per Attori, fondata da Luca Ronconi nel 1991, mentre le attività di ricerca sono svolte dal Centro Studi, riconosciuto Istituto di ricerca con apposito DPCM. Dal 2015 il Teatro Stabile di Torino è diretto da Filippo Fonsatti, il cui mandato scadrà nel 2023, dal 2018 al 2027 la direzione artistica è affidata a Valerio Binasco.

## Storia
Il Piccolo Teatro della Città di Torino nasce il 28 maggio 1955 nell’edificio del Teatro Gobetti in via Rossini. Le prime due stagioni sono dirette da Nico Pepe, al quale succede il regista Gianfranco De Bosio, che guida il teatro per il successivo decennio e impone gli spettacoli dello Stabile torinese nel panorama nazionale. In occasione delle celebrazioni del centenario dell’Unità d’Italia nel 1961 De Bosio dirige La resistibile ascesa di Arturo Ui di Bertolt Brecht al Teatro Carignano: a partire da questo debutto la storica sala del Carignano di proprietà comunale ospiterà regolarmente i maggiori spettacoli dello Stabile. Nel 1977 il settecentesco teatro, prototipo del “teatro all’italiana”, diventa sede ufficiale del Teatro Stabile.
Dopo i fermenti del Sessantotto subentra una direzione collegiale composta da Giuseppe Bartolucci, Daniele Chiarella, Federico Doglio, Nuccio Messina e Gian Renzo Morteo. Lo Stabile, primo in Italia, promuove un nuovo rapporto con il mondo della scuola e delle periferie urbane, attestandosi come promotore di importanti fenomeni quali l’animazione teatrale ed il decentramento. Negli anni successivi la direzione passa a Franco Enriquez, Aldo Trionfo, Mario Missiroli insieme a Giorgio Guazzotti, Ugo Gregoretti. Gli anni Novanta si aprono con la direzione di Luca Ronconi, che a Torino realizza allestimenti memorabili, tra i quali Gli ultimi giorni dell’umanità di Karl Kraus nella Sala Presse dello stabilimento dismesso di Fiat Lingotto. Ronconi nel 1991 fonda la scuola per attori del TST, tra le realtà formative più importanti d'Italia.
Alla direzione di Guido Davico Bonino, docente universitario, segue quella di Gabriele Lavia. Sono anni nodali per l’attivazione di scambi internazionali: ricordiamo La serra di Harold Pinter, con la regia dello stesso Pinter. Dopo il biennio affidato a Massimo Castri, il Teatro viene diretto da Walter Le Moli, che opera nella promozione di progetti di compagnie giovani e realtà locali. Nel 2006 il Teatro Stabile di Torino è protagonista degli eventi che accompagnano i festeggiamenti per i XX Giochi Olimpici Invernali Torino 2006 con un ciclo di sei spettacoli affidati a Luca Ronconi. Dal 2007 al 2017 la direzione artistica del Teatro Stabile di Torino è stata affidata a Mario Martone, che per il Teatro Stabile di Torino ha messo in scena Operette morali di Giacomo Leopardi, La Serata a Colono di Elsa Morante, Carmen di Enzo Moscato, Morte di Danton di Georg Büchner e Il Sindaco del Rione Sanità di Eduardo De Filippo.
Dal 2018 Direttore artistico dello Stabile è Valerio Binasco, che ha finora diretto, tra le altre, le nuove produzioni di Don Giovanni di Molière, Arlecchino servitore di due padroni di Carlo Goldoni, Amleto di William Shakespeare, Rumori fuori scena di Michael Frayn, Il piacere dell'onestà di Pirandello.
Fonte principale: http://www.teatrostabiletorino.it

## Sale

### Teatro Carignano
Il Teatro Carignano è uno dei più begli esempi di teatro all’italiana e allo stesso tempo uno dei luoghi simbolo della Città. Nel 1710 il principe Vittorio Amedeo di Carignano fa adattare a teatro il salone secentesco chiamato Trincotto Rosso, un edificio utilizzato per il gioco della pallacorda, facendo costruire 56 palchetti e destinandolo a sala di spettacolo: solo dopo il passaggio alla Società dei Cavalieri nel 1727 lo spazio si apre a prosa, canto e balletti. Nella stagione 1752-53 su richiesta del Principe Luigi Vittorio di Carignano l’architetto regio Alfieri ricostruisce il teatro dalle fondamenta, riproponendo una versione ridotta della pianta del Teatro Regio. Il teatro viene inaugurato per la Pasqua del 1753 con la Calamita dei cuori di Carlo Goldoni, musicata da Baldassare Galuppi. L’incendio del 16 febbraio 1786 impone una nuova ricostruzione su progetto di Giovanni Battista Feroggio con quattro ordini di palchi. Divenuto proprietà del Comune di Torino nel 1870, nel 1885 viene rivisto dall’architetto Carrera, che chiude il porticato con un ammezzato per la realizzazione di uffici, la trasformazione del quarto ordine di palchi in galleria, e la creazione di una sala sotterranea prima destinata a birreria e poi (1903) a sala cinematografica, una delle prime della città. Risale al 1977 la cessione definitiva alla Città, che lo affida al Teatro Stabile di Torino. Nella primavera del 2007 sono stai avviati gli ultimi e più importanti lavori di ristrutturazione, completati nel 2009, con i quali sono stati ripristinati gli originari ingressi del teatro, l’antica birreria sotterranea che diventa il foyer della struttura, la risistemazione generale degli arredi e degli impianti di sala e di palco: il Teatro Carignano si è trasformato in una delle sale storiche più modernamente attrezzate per lo spettacolo dal vivo d'Italia.

### Teatro Gobetti
L’edificio che ospita il Teatro Gobetti viene costruito tra il 1840 e il 1842 ad opera dell’Accademia Filodrammatica, ed è inaugurato il 21 gennaio 1842, alla presenza del principe Vittorio Emanuele II. Della struttura originale resta una descrizione di Pietro Visetti, che racconta di come il piano terreno, riservato all’accoglienza, si aprisse con una «graziosa saletta ottagona appositamente costruita per servire da camera d’aspetto». Si passava poi ad un grande vestibolo di forma ellittica, da cui partiva una sontuosa scala che raggiungeva il piano superiore: qui si trovavano la sala per gli spettacoli e gli spazi di servizio. Utilizzato successivamente come sala per concerti, è la prima sede del Conservatorio torinese. Al Gobetti viene eseguito in prima assoluta l'Inno di Mameli. Culla del Piccolo Teatro della Città di Torino, istituto il 27 maggio 1955, e che due anni più tardi si trasforma in Teatro Stabile Torino, nel 1956 viene finalmente restaurato, per renderlo accessibile al pubblico. Il secondo intervento si rende necessario nel 1984 allo scopo di revisionare tutti i sistemi di sicurezza: la sala teatrale viene inaugurata il 18 aprile 2001 .

### Fonderie Limone Moncalieri
Le ex Fonderie Limone Moncalieri hanno segnato profondamente l’assetto urbanistico ed il sistema sociale di Moncalieri: attività principali dell’impresa della famiglia Limone per cinquant’anni sono state la fusione del bronzo, dell’alluminio e della ghisa. La fonderia ha chiuso l’attività alla fine degli anni Settanta e solo nei primi anni Novanta è stato predisposto un progetto di recupero funzionale ed urbanistico di ampio respiro: un progetto significativo che si è sommato ad un progetto culturale ed artistico. L’ex fonderia è diventata, grazie al Teatro Stabile di Torino, una “fabbrica delle arti” e luogo di produzione di spettacoli teatrali. Polo unico nel suo genere in Italia, è la sede dei laboratori scenografici e della Scuola per attori del Teatro Stabile di Torino.

## Scuola di formazione per Attori
La scuola di alta formazione professionale – gestita dall’Agenzia Formativa del Teatro Stabile di Torino, accreditata dalla Regione Piemonte e dalla Città Metropolitana di Torino e finanziata dal Fondo Sociale Europeo – è stata fondata nel 1991 da Luca Ronconi. Il progetto didattico affianca al lavoro sulle tecniche di base un percorso molto articolato, che permette agli allievi di incontrare diverse estetiche teatrali, affrontare seminari specifici e seguire laboratori orientati sia all’interpretazione che a mirati approfondimenti teorici. Questo corso di studi, suddiviso in due anni di formazione di base ed un anno di specializzazione, coinvolge da sempre artisti, intellettuali e drammaturghi. Nel triennio 2021-2024 la direzione della Scuola è stata affidata a Valerio Binasco, coadiuvato da Leonardo Lidi alla vicedirezione. L’Agenzia formativa della Fondazione del Teatro Stabile di Torino, convenzionata con L’Università degli Studi di Torino, è accreditata presso la Regione Piemonte come organismo e sede per lo svolgimento di attività di formazione professionale finanziata con fondi pubblici (codice anagrafico B054); applica un sistema di gestione in accordo alle norme ISO 9001:2015 per il campo di applicazione, progettazione ed erogazione di interventi formativi (certificato n. 44 100 071015). Per il triennio 2024-2027 la direzione della Scuola è affidata al regista Leonardo Lidi.

## Centro Studi
Dal 1974 il Centro Studi del Teatro Stabile di Torino si dedica alla raccolta e alla conservazione di locandine, manifesti, recensioni, foto, schede e quaderni di sala, copioni, bozzetti e figurini, videoregistrazioni, note di regia. La sua azione non si limita a salvare, accumulare e riordinare fungendo da museo e da archivio istituzionale, ma realizza un capillare e continuo lavoro di aggiornamento e implementazione dei documenti, attraverso i supporti tradizionali e quelli tecnologicamente avanzati. Scopo principale di questa attività è lo sviluppo e il mantenimento di un efficace servizio al pubblico: ogni giorno feriale il Centro Studi mette a disposizione di studenti, docenti, teatranti, abbonati e ogni cittadino interessato al teatro un imponente patrimonio di documentazione storica e di testi, con una biblioteca di oltre 30.000 volumi e un ricchissimo archivio degli spettacoli del Novecento. Tale archivio è unico in Italia perché si fonda su quello della storica rivista Il Dramma (1925-1973) fondata e diretta a Torino da Lucio Ridenti. Su questa solida base, alla morte di Ridenti nel 1973, si è costituito il Centro Studi che ha aggiornato l'archivio di anno in anno fino ad oggi. Il Centro Studi del Teatro Stabile di Torino è riconosciuto Istituto di ricerca con Decreto del Presidente del Consiglio dei Ministri del 25 febbraio 2009.

## Archivio online
In occasione dei 60 anni del Teatro Stabile di Torino, nel 2015, è stata digitalizzata e pubblicata in rete tutta la documentazione relativa alla storia del Teatro Stabile di Torino, dalla sua fondazione (1955) ad oggi per un totale di 663 spettacoli per 200.000 pagine di materiali d’archivio tra ritagli e comunicati stampa, fotografie, quaderni di sala, copioni, locandine e manifesti, bozzetti di scena. Alle pagine dell’archivio storico dello Stabile vanno aggiunte le 70.000 della collezione completa della rivista "Il Dramma", anch’esse disponibili nell’archivio on line. Da quest’anno inoltre, è possibile consultare sulla pagina dell’Archivio online anche il catalogo della Biblioteca, permettendo la ricerca integrata delle risorse.

## Il palmarès

### 2020
47º Premio Internazionale Flaiano a Valerio Binasco per la regia teatrale di Rumori fuori scena, produzione Teatro Stabile di Torino – Teatro Nazionale.

### 2019
- Premio Le Maschere del Teatro a Filippo Dini come miglior regia per lo spettacolo Così è (se vi pare) produzione Teatro Stabile di Torino – Teatro Nazionale.
- Premio Le Maschere del Teatro a Pasquale Mari come miglior disegno luci per lo spettacolo Così è (se vi pare) produzione Teatro Stabile di Torino – Teatro Nazionale.

### 2018
- Innowards Savoie Mont Blanc – realizzato da “Acteurs de l’économie-La Tribune” (categoria cultura) al progetto Corpo Links Cluster.
- Premio Arlecchino d’oro a Natalino Balasso interprete di Arlecchino servitore di due padroni, di Carlo Goldoni, regia Valerio Binasco, produzione Teatro Stabile di Torino – Teatro Nazionale.
- Premio Le Maschere del Teatro a Il sindaco del rione Sanità come miglior spettacolo.
- Premio Le Maschere del Teatro a Massimiliano Gallo come miglior attore non protagonista per Il sindaco del rione Sanità.
- Premio Hystrio-Twister a Il sindaco del rione Sanità regia di Mario Martone.

### 2017
- Premio della critica 2017 a Michele Di Mauro per la sua interpretazione dello spettacolo Sogno d’autunno Jon Fosse, diretto da Valerio Binasco, prodotto dal Teatro Stabile di Torino – Teatro Nazionale.

### 2016
- Premio Ubu a Paolo Pierobon come miglior attore per la sua interpretazione di Morte di Danton di Georg Büchner, nella nuova traduzione di Anita Raja, con la regia di Mario Martone, prodotto dal Teatro Stabile di Torino – Teatro Nazionale.
- Premio ANCT – Associazione Nazionale Critici di Teatro 2016 come miglior spettacolo a Fedra, regia di Andrea De Rosa, prodotto dal Teatro Stabile Torino – Teatro Nazionale insieme a ERT – Emilia Romagna Teatro Fondazione.
- Premio Le Maschere del Teatro Italiano 2016 come migliore attore protagonista a Paolo Pierobon, migliori costumi a Ursula Patzak e migliori luci a Pasquale Mari per lo spettacolo Morte di Danton diretto da Mario Martone.
- Premio Enriquez 2016 – XII^ edizione al Teatro Stabile di Torino – Teatro Nazionale nella la categoria Teatri e luoghi di spettacolo, sezione programmazione produzione teatrale, direzione artistica 2015‐2016 di impegno sociale e civile e a Mario Martone per la miglior direzione artistica.
- Premio Enriquez 2016 – XII^ edizione a Marco Tullio Giordana come miglior regia per lo spettacolo Il testamento di Maria di Colm Toibin produzione Teatro Stabile di Torino – Teatro Nazionale, Teatro Stabile del Veneto – Teatro Nazionale in collaborazione con Zachar Produzioni.

### 2015
- Premio Associazione Nazionale dei Critici di teatro – 2015 ad Alessio Maria Romano (coreografo e pedagogo), docente della Scuola per attori del Teatro Stabile di Torino.

### 2014
- Premio Ubu come Miglior progetto sonoro o musiche originali a G.u.p. Alcaro per i live electronics della produzione TST Quartett, diretto da Valter Malosti.

### 2013
- Premio Internazionale Flaiano per il teatro a Mario Martone come migliore regia per la produzione Teatro Stabile Torino La Serata a Colono.
- Premio dell’Associazione Nazionale della Critica Teatrale alla produzione Teatro Stabile Torino La Serata a Colono come migliore spettacolo.
- Premio Ubu come migliore attore protagonista a Carlo Cecchi (La Serata a Colono).
- Premio Ubu come migliore attrice non protagonista ad Antonia Truppo (La Serata a Colono).
- Premio Le Maschere del Teatro Italiano a Nicola Piovani come miglior autore di musiche originali per produzione TST La serata a Colono.
- Premio Ubu come migliore attrice under 30 ad Alice Spisa, allieva neodiplomata della Scuola per Attori del Teatro Stabile di Torino.

### 2012
- Premio dello spettatore Teatri di Vita a Mario Martone per la produzione del Teatro Stabile Torino Operette morali.
- Premio Le Maschere del Teatro Italiano come migliore spettacolo alla produzione Teatro Stabile Torino The Coast of Utopia di Tom Stoppard per la regia di Marco Tullio Giordana.
- Premio Le Maschere del Teatro Italiano per i migliori costumi alla produzione Teatro Stabile Torino The Coast of Utopia.
- Premio dell’Associazione Nazionale dei Critici di Teatro alla produzione Teatro Stabile Torino The Coast of Utopia come migliore spettacolo.
- Premio Ubu alla produzione Teatro Stabile Torino The Coast of Utopia come migliore spettacolo.
- Premio Ubu alla produzione Teatro Stabile Torino The Coast of Utopia come miglior testo straniero rappresentato in Italia.

### 2011
- Premio Ubu a Mario Martone come migliore regia per la produzione del Teatro Stabile Torino Operette morali di Giacomo Leopardi.
- Premio La Ginestra a Mario Martone come migliore regia per la produzione del Teatro Stabile Torino Operette morali. • Premio Ubu al festival Prospettiva.

### 2009
- Premio Riccione Aldo Trionfo a Mario Martone per la sua attività in qualità di Direttore del Teatro Stabile di Torino, realizzata come miglior modello d’impostazione della politica culturale di un teatro stabile pubblico.
- Premio Ubu a Valter Malosti come migliore regia per la produzione del Teatro Stabile Torino Quattro atti profani di Antonio Tarantino.
- Premio dell’Associazione Nazionale dei Critici di Teatro a Valter Malosti come migliore regia per la produzione Teatro Stabile Torino Quattro atti profani[4].

## Direzioni
- 1955-1957: Nico Pepe
- 1957-1968: Gianfranco De Bosio
- 1968-1971: Giuseppe Bartolucci, Daniele Chiarella, Federico Doglio, Nuccio Messina, Gian Renzo Morteo
- 1971-1972: Franco Enriquez
- 1972-1976: Aldo Trionfo
- 1976-1984: Mario Missiroli, Giorgio Guazzotti
- 1984-1989: Ugo Gregoretti
- 1989-1994: Luca Ronconi
- 1994-1997: Guido Davico Bonino
- 1997-2000: Gabriele Lavia
- 2000-2001: Massimo Castri
- 2001-2007: Walter Le Moli
- 2007-2014: Mario Martone, Filippo Fonsatti
- 2015-2017: Filippo Fonsatti, Mario Martone
- 2018-2024: Filippo Fonsatti, Valerio Binasco
- 2024-2027: Alessandro Bianchi, Filippo Fonsatti, Valerio Binasco